# 9346 Fernandel
9346 Fernandel è un asteroide della fascia principale interna. Scoperto nel 1991, presenta un'orbita caratterizzata da un semiasse maggiore pari a 2,429915 UA e da un'eccentricità di 0,175414, inclinata di 3,203494° rispetto all'eclittica. Ha un diametro di 4,725 km e un'albedo di 0,165.
Fa parte della famiglia di asteroidi Nisa.
Il suo nome è in onore di Fernand Joseph Désié Contandin, meglio conosciuto con lo pseudonimo di Fernandel.